# Scott Williamson
Scott Williamson (né le 17 février 1976 à Fort Polk, Louisiane, États-Unis) est un lanceur de relève droitier au baseball qui a joué dans les Ligues majeures de 1999 à 2007.
Il a participé au match des étoiles et été élu recrue de l'année dans la Ligue nationale à sa première saison complète en 1999.

## Carrière
Scott Williamson est drafté par les Reds de Cincinnati en 1997. Il joue son premier match dans les majeures le 5 avril 1999.
À sa première saison, le lanceur droitier effectue 62 sorties en relève pour les Reds, remportant 12 victoires contre 7 défaites. Il enregistre 19 sauvetages et conserve une moyenne de points mérités de 2,41. Il réussit de plus 107 retraits sur des prises en 93 manches et un tiers lancées. Il reçoit une invitation au match des étoiles et est voté recrue de l'année 1999 dans la Ligue nationale de baseball.
En 2000, sa fiche est de 5-8 avec 6 sauvetages et une moyenne de 3,29. En 2001, il ne joue que 2 parties. En 2002, il affiche une bonne moyenne de points mérités de 2,92 en 63 sorties, avec 8 sauvetages.
En 2003, Williamson a récolté 21 sauvetages pour les Reds lorsque ceux-ci l'échangent aux Red Sox de Boston le 30 juillet pour les joueurs des ligues mineures Phil Dumatrait et Tyler Pelland. Williamson joue pour la première fois en éliminatoires et est crédité de 2 gains dans la Série de division de la Ligue américaine entre Boston et les A's d'Oakland. En Série de championnat contre les Yankees de New York, il protège les 3 victoires des Sox.
En 2004, Williamson ne lance pas en éliminatoires mais fait partie de l'équipe des Red Sox qui est championne de la Série mondiale.
Par la suite, il joue pour les Cubs de Chicago en 2005 et pour la moitié de la saison 2006. Il termine 2006 chez les Padres de San Diego et s'aligne avec les Orioles de Baltimore en 2007.
Williamson est depuis passé dans les organisations des Braves d'Atlanta, des Mariners de Seattle, des Tigers de Detroit et des Marlins de la Floride, jouant pour des clubs des ligues mineures affiliés à ces équipes. La majorité de sa carrière a été marquée par des blessures et des opérations et il tente depuis quelques années de retrouver le chemin des majeures.
De 1999 à 2007, Scott Williamson a lancé 439 manches et un tiers en 344 parties dans les grandes ligues. Il compte 10 départs comme lanceur partant. Sa fiche victoires-défaites est de 28-28 avec 55 sauvetages, 510 retraits sur des prises et une moyenne de points mérités de 3,36.